# Giovanni Ingrao
Giovanni Ingrao (Palermo, 11 novembre 1895 – Costa Ligure, 22 giugno 1940) è stato un militare e marinaio italiano, decorato di Medaglia d'oro al valor militare alla memoria, durante il corso della seconda guerra mondiale.

## Biografia
Nacque a Palermo, l'11 novembre 1895, figlio di Carmelo e Giuseppa Amato. Dopo l'entrata in guerra del Regno d'Italia, avvenuta il 24 maggio 1915, nell'ottobre dello stesso anno si arruolò nella Regia Marina come allievo fuochista, venendo promosso guardiamarina di complemento nell'ottobre 1918, e sottotenente di vascello nel maggio 1919. Posto in congedo nel settembre di quell'anno, riprese gli studi interrotti conseguendo la laurea in ingegneria industriale presso il politecnico di Torino. Promosso tenente di vascello nel maggio 1930, fu richiamato in servizio attivo nel 1935 per esigenza legata allo scoppio della guerra d'Etiopia, assegnato l'anno successivo in forza alla base navale di Lero, nelle isole del Dodecanneso. Posto in congedo, rientrò in Italia, divenendo ben noto negli ambienti scientifici in qualità di Direttore dell'Istituto geofisico di Pavia, e insegnante nell'Istituto di geofisico della stessa città. Richiamato in servizio nell'agosto 1939, poco prima dello scoppio della seconda guerra mondiale, assumendo il comando del treno armato T.A. 120/2/S equipaggiato con quattro cannoni da 120/45. Dopo l'entrata in guerra contro la Francia e la Gran Bretagna, avvenuta il 10 giugno 1940, il giorno 17 il Gruppo d'armate Ovest (1ª e 4ª Armata), ricevette l'ordine di iniziare le operazioni in grande stile sul confine francese, attaccando nelle direttrici del Piccolo San Bernardo, del colle della Maddalena, e sulla Riviera Ligure. L'attacco per la 1ª Armata  doveva iniziare alle ore 03:00 del 21 giugno, portato dal XV Corpo d'armata sulla Provenza, e dal II e III Corpo d'armata  sul bacino dell'Alto Ubaye e Marsiglia.
Il  T.A. 120/2/S, assegnato al XV Corpo d'armata, partì da Albenga all'alba del 22 giugno, portandosi a San Remo dove sostò in attesa di ordini. Ricevutili telefonicamente proseguì per Ventimiglia, dove il treno si fermò. Sulla strada che fiancheggiava la ferrovia, egli eseguì una ricognizione in macchina con un altro ufficiale al fine di stabilire quale era la posizione più conveniente per aprire il fuoco contro le batterie francesi da 155 mm dislocate a Cap Martin, che ostacolavano l'avanzata italiana su Mentone. Alle 9:40 il treno armato partì da Ventimiglia raggiungendo la prevista posizione, sul tratto di binario della piccola penisola di Mortola, subito dopo la galleria Hambury. Purtroppo in questa posizione il T.A. 120/2/S era esposto al tiro delle batterie di Cap Martin, Monte Agel e Castellar. I quattro pezzi da 120 mm aprirono il fuoco alle 9:51, e in 30 minuti tirò 232 granate da 120 mm sulle postazioni di Capo Martin, particolarmente contro il Forte San Luigi. Alle 9:51 il nemico rispose con un fuoco di controbatteria che inquadrò ben presto il  T.A. 120/2/S tanto che il comandante decise di ritirarlo all'interno della galleria, così che alle 10.20 cessò il fuoco e poco dopo fu portato al sicuro dalle locomotive. Alle 13:00 il comando del XV Corpo d'armata richiese perentoriamente al tenente di vascello Osvaldo Magagnini, vicecomandante del T.A. 120/2/S, che il treno riprendesse a sparare, a qualunque costo,  ritenendolo assolutamente necessario al proseguimento dell'azione. Magagnini riferì la cosa al comandante, che ordinò di sganciare la locomotiva di testa del convoglio per essere ricoverata in un'altra galleria. La cosa doveva servire a rendere meno visibile il treno quando quest'ultimo fosse uscito dalla galleria, cosa che avvenne alle 13:55, ma i francesi avevano subito avvistato il  T.A. 120/2/S in fase di uscita e iniziarono subito a sparare, inquadrandolo sin dalla prima salva. Il fuoco danneggiò gravemente il treno, impedendogli una corretta messa in posizione e ferendo numerosi serventi. Visto il pericolo che venisse colpito il carro munizioni, con conseguente catastrofica esplosione, egli, insieme a cinque marinai, riuscì a sganciarlo consentendo così alla locomotrice di coda di ritiralo al sicuro dentro la galleria. Tutti e sei gli uomini caddero colpiti a morte dall'esplosione di un'altra granata, e il treno, pur gravemente danneggiato, poté essere messo in sicurezza solo dopo altri 30 minuti. Per onorarne il coraggio fu decretata la concessione della Medaglia d'oro al valor militare alla memoria. Una via di Palermo porta il suo nome, inoltre è ricordato nella stele del Giardino inglese, eretta a cura dell'Istituto del Nastro Azzurro ai caduti di Palermo e provincia.

### Fonti
1. ↑  Gruppo Medaglie d'oro al Valor Militare 1965, p. 399.
2. 1 2 3 4  Combattenti Liberazione.
3. 1 2  Marina Difesa.
4. 1 2 3 4 5  Pignato 1994, p. 28.
5. 1 2 3 4 5  Pignato 1994, p. 29.
6. 1 2 3 4 5 6  Pignato 1994, p. 33.
7. ↑  Sito web del Quirinale: dettaglio decorato.